# Calliandra asplenioides
Calliandra asplenioides là một loài thực vật có hoa trong họ Đậu. Loài này được (Nees) Renvoize miêu tả khoa học đầu tiên.